# قائمة بالتقنيات العلاجية للنفايات النووية
في هذه القائمة معظم الحلول المختلفة للتخلص من النفايات النووية
التخزين
التخزين الجيولوجي العميق
التخزين في برميل خشبي جاف
الرمي في قاع المحيط
برك الوقود المستهلك
القارورة النووية
تزجيج
التخلص العميق في البئر
الصخور الاصطناعية
نفاية اليورانيوم المستنفد
المعالجة
تحول نووي
إعادة المعالجة النووية
طرد أكسدة اليورانيوم و البلوتونيوم
إدارة المواد عالية الإشعاعية